# Gante-Wevelgem 2000
La Gante-Wevelgem 2000 fue la 62.ª edición de la carrera ciclista Gante-Wevelgem y se disputó el 5 de abril de 2000 sobre una distancia de 214 km.  
El vencedor fue el belga Geert Van Bondt (Farm Frites), que ase impuso en solitario después de atacar a falta de 4 kilómetros de llegada en el seno de una escapada en la cual con seis compañeros más. Finalmente llegó con 29" sobre los también belgas Peter Van Petegem (Farm Frites) y Johan Museeuw (Mapei-Quick Step).

## Clasificación final
| Posición | Ciclista          | Equipo                   | Tiempo     |
| -------- | ----------------- | ------------------------ | ---------- |
| 1        | Geert Van Bondt   | Farm Frites              | 5h 01' 30" |
| 2        | Peter Van Petegem | Farm Frites              | + 29"      |
| 3        | Johan Museeuw     | Mapei-Quick Step         | + 29"      |
| 4        | Tristan Hoffman   | Memory Card-Jack & Jones | + 29"      |
| 5        | Chris Peers       | Cofidis                  | + 29"      |
| 6        | Michel Vanhaecke  | Tönissteiner-Colnago     | + 29"      |
| 7        | Andreas Klier     | Farm Frites              | + 29"      |
| 8        | Peter Farazijn    | Cofidis                  | + 29"      |
| 9        | Steffen Wesemann  | Team Deutsche Telekom    | + 1' 03"   |
| 10       | Roger Hammond     | Collstrop                | + 1' 03"   |